# Yamatosaurus
Yamatosaurus izanagii
Genre
Espèce
Yamatosaurus (qui signifie « reptile de Yamato ») est un genre fossile de dinosaures hadrosauridés basal de la formation Kita-Ama du Crétacé supérieur (Maastrichtien) de l'île d'Awaji, au Japon. Le genre contient une seule espèce, Yamatosaurus izanagii.

## Découverte et dénomination
L'holotype MNHAH D1-033516, composé d'une partie de la mâchoire inférieure droite, de douze dents, de quatre vertèbres cervicales, de trois côtes cervicales, d'une coracoïde droite partielle et d'une vertèbre caudale, a été découvert sur l'île d'Awaji au Japon en mai 2004 par Shingo Kishimoto. En 2005, la découverte a été rapportée dans la littérature scientifique. En 2013, Kishimoto a fait don de l'holotype au Musée japonais de la nature et des activités humaines dans la préfecture de Hyogo, où les fossiles ont été préparés par Kazumi Wada, Tomomi Ikeda et Chisato Ota pour être décrits en 2021. L'espèce Yamatosaurus izanagii a été nommée en 2021 par Yoshitsugu Kobayashi (d) et al.. Les fossiles ont été trouvés dans des mudstones gris foncé dans la partie supérieure de la formation de Kita-Ama, qui a été recouverte par des sédiments marins dans des faciès de turbidite sur le bord du talus continental dans un bassin intra-arc. Les sédiments datent du subchron 32.1r28, correspondant au début du Maastrichtien du Crétacé supérieur, il y a environ 71,94 à 71,69 millions d'années, ce qui le rend à peu près contemporain de son compatriote hadrosaure japonais Kamuysaurus.

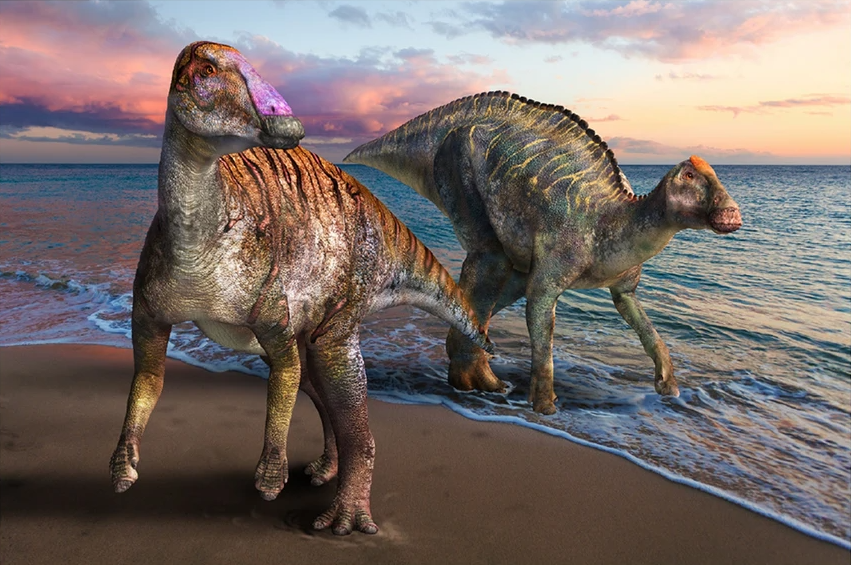
Vue d'artiste de Yamatosaurus (premier plan) et de Kamuysaurus contemporain (arrière-plan).

## Étymologie
Le nom générique, Yamatosaurus, fait référence à Yamatai, également connu sous le nom de Yamato, une ancienne région du Japon gouvernée par le royaume de Yamato, tandis que le nom spécifique, Yamatosaurus izanagii, fait référence à la divinité Izanagi, qui a créé huit îles à Yamato : Awaji Island (où l'holotype a été découvert), Shikoku, Oki, Kyushu, Iki, Tsushima, Sado et Honshu .

## Classification
Yamatosaurus est un hadrosauridé basal, plus dérivé que Hadrosaurus mais moins que les Saurolophinae+Lambeosaurinae. Sa présence, ainsi que celles de Plesiohadros et de Tanius, suggère que l'Asie de l'Est a pu servir de refuge aux hadrosaures basaux au Crétacé supérieur. Cependant, il était également contemporain de Kamuysaurus plus dérivé, suggérant un certain niveau de proximité.
|               | Yamatosaurus                                                     |
|               |                                                                  |
| Euhadrosauria | \| \| Saurolophinae \| \| \| \| \| \| Lambeosaurinae \| \| \| \| |
|               | \| \| Saurolophinae \| \| \| \| \| \| Lambeosaurinae \| \| \| \| |
|               | Saurolophinae                                                    |
|               |                                                                  |
|               | Lambeosaurinae                                                   |
|               |                                                                  |

|  | Saurolophinae  |
|  |                |
|  | Lambeosaurinae |
|  |                |

|               | Yamatosaurus                                                     |
|               |                                                                  |
| Euhadrosauria | \| \| Saurolophinae \| \| \| \| \| \| Lambeosaurinae \| \| \| \| |
|               | \| \| Saurolophinae \| \| \| \| \| \| Lambeosaurinae \| \| \| \| |
|               | Saurolophinae                                                    |
|               |                                                                  |
|               | Lambeosaurinae                                                   |
|               |                                                                  |

|  | Saurolophinae  |
|  |                |
|  | Lambeosaurinae |
|  |                |